# Leopold Hainisch

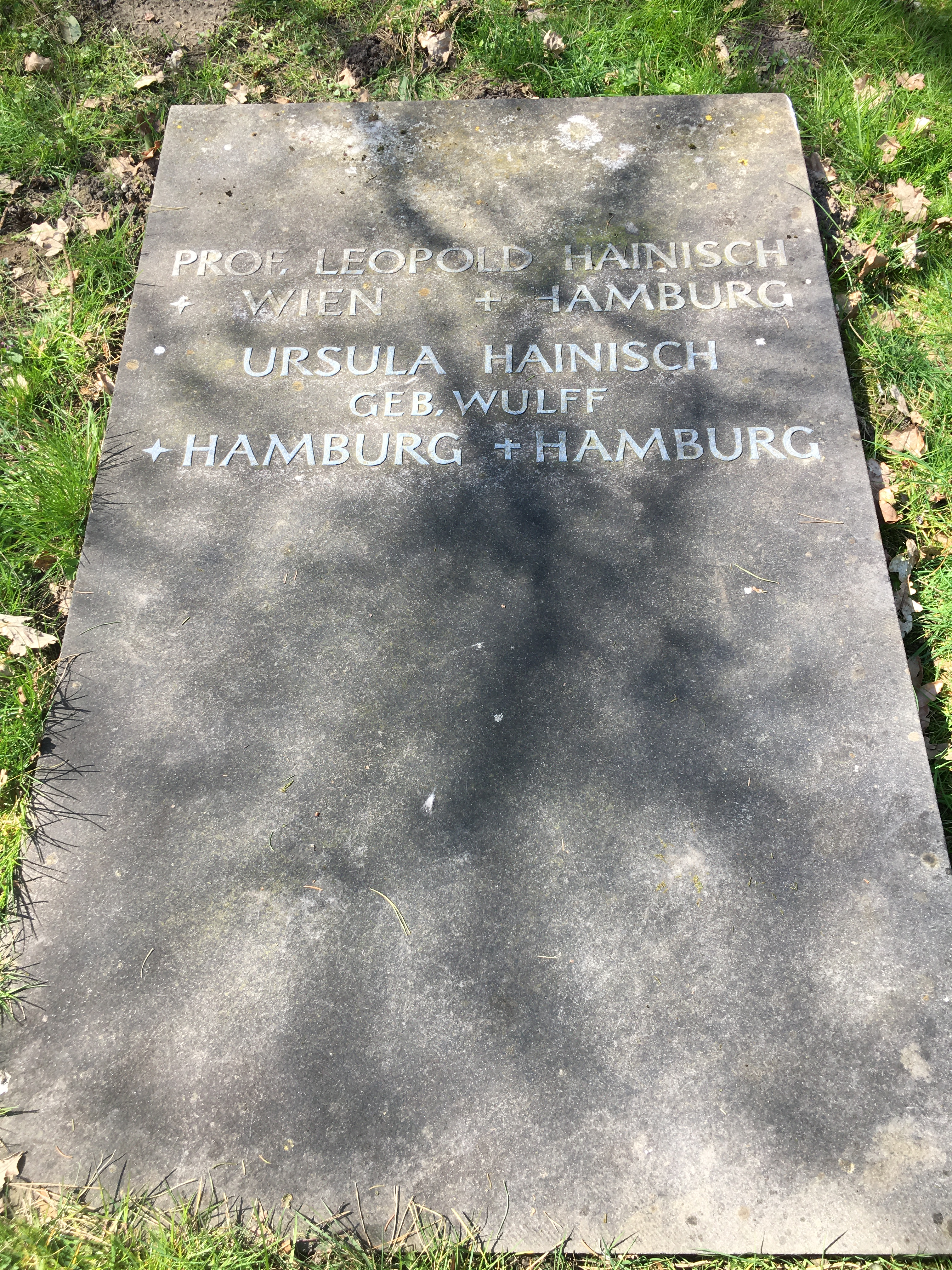
Grabstätte von Leopold Hainisch auf dem Friedhof Ohlsdorf

Leopold Hainisch (* 2. November 1891 in Wien; † 21. Februar 1979 in Hamburg) war ein österreichischer Schauspieler, Opernsänger und Regisseur für Theater, Film und Fernsehen. Während seiner Karriere bekleidete er mehrfach den Posten eines Leiters und Oberspielleiters bei diversen deutschen Theatern und Rundfunksendern sowie später auf der Führungsebene von Film- und Fernsehproduktionsgesellschaften, ohne jedoch seine aktive Laufbahn als Schauspieler und Regisseur einzustellen.

## Leben

### Jugend und erste Engagements
Nach seinem Schulabschluss an einem Realgymnasium im Jahre 1907 besuchte er die Akademie für Musik und darstellende Kunst und erhielt Privatunterricht in Schauspiel, Gesang und Musik. Sein Schauspieldebüt lieferte er im Alter von 20 Jahren an diversen Provinztheatern und am Theater in der Josefstadt ab. Während des Ersten Weltkrieges leistete er von 1914 bis 1918 seinen Kriegsdienst ab und kehrte 1919 mit einem Auftritt im Carl-Theater zu seiner Schauspiellaufbahn zurück. Es folgten Auftritte an anderen Wiener Theatern sowie in Frankfurt und Berlin.

### Karriereaufstieg in Deutschland
In Berlin, wo er ab 1924 überwiegend tätig war, wurde er auch Oberspielleiter am Central-Theater Berlin und Sänger an der Oper. Von 1927 bis 1933 war er Direktor, Regisseur und Schauspieler an den Vereinigten Winterberg-Bühnen. Am 1. Mai 1933 wurde Leopold Hainisch Oberspielleiter der „Berliner Funkstunde“ (Reichssender Berlin) und zum Oberspielleiter und Leiter der Opern-, Oratorien- und Operettenabteilung ernannt. Vom 1. Juni 1937 bis zum 30. April 1939 war er Oberspielleiter beim Reichssender Paul Nipkow, der das Fernsehzeitalter in Deutschland begründete. Hier inszenierte er eine Reihe von Versuchssendungen, darunter erste Fernsehspiele wie Otto Rombachs „Adrian, der Tulpendieb“ (Erstsendung: 13. Januar 1938).
Per 1. Mai 1939 wechselte Hainisch zur Filmproduktionsgesellschaft Tobis, wo er mit der Mozart-Biographie „Eine kleine Nachtmusik“ sein Filmregiedebüt vorlegte. Es folgten weitere Inszenierungen von altösterreichischen Stoffen wie dem musikalischen Lustspiel „Falstaff in Wien“ über den Komponisten Otto Nicolai, dem Tiroler Volksstück „Der Meineidbauer“ nach Ludwig Anzengruber oder auch der Liebes- und Verwechslungskomödie aus dem Wien zur Jahrhundertwende „Romantische Brautfahrt“ und der Tiroler Romanze „Ulli und Marei“. Während des Zweiten Weltkriegs war er zudem Leiter der Nachwuchs-Abteilung von Tobis.

### Rückkehr nach Österreich
Bei Kriegsende 1945 hatte Hainisch seinen Wohnsitz in Tirol, wo er der re-installierten Landesregierung beim Aufbau des österreichischen Kulturbetriebes half und nebenbei die Produktionsfirma Tirol-Film gründete, deren Direktor er bis 1948 blieb und für die er unter anderem „Erde“ nach Karl Schönherrs Schauspiel inszenierte, Hainischs beste und urtümlichste Filminszenierung. In den folgenden Jahren war er sowohl als Schauspieler als auch als Regisseur für den Film tätig, fiel jedoch mehr durch Quantität als durch Qualität auf. So inszenierte er von 1946 bis 1956 75 Filme für die amerikanische Fernsehproduktionsfirma Ambassador-Film. Zwischen 1957 und 1970 führte Hainisch häufig Regie bei Theaterinszenierungen und österreichischen TV-Produktionen wie Musik- und Ballettfilmen, Shows, Künstlerporträts sowie ab 1959 bei der Serie „Der Fenstergucker“. Zudem inszenierte er immer wieder Kurz-, Dokumentar- und Industriefilme.

### Letzte Jahre in Hamburg
Im Jahr 1970 holte ihn Intendant Boy Gobert an das Hamburger Thalia-Theater, wo der mittlerweile zum Professor ernannte Leopold Hainisch seine letzten Lebensjahre dem Theaterschauspiel widmete. Seinen letzten Bühnenauftritt hatte er als Priester in „Hamlet“ im Herbst 1978. Etwa zur selben Zeit stand der 87-jährige ein letztes Mal vor der Filmkamera für Peter Fleischmanns Untergangsszenario „Die Hamburger Krankheit“. Leopold Hainisch, der von seinen Kollegen den liebevollen Spitznamen „Poldi“, und in späteren Jahren auch „Papa“ verpasst bekam, starb im darauf folgenden Frühjahr 1979 in Hamburg und wurde auf dem dortigen Friedhof Ohlsdorf beigesetzt. Die Grabstätte befindet sich im Planquadrat Bp 71 nordöstlich von Kapelle 13.

## Filmografie
In folgender Auswahl an Filmen wirkte Leopold Hainisch, sofern nicht anders angegeben, als Regisseur mit:
- 1939: Eine kleine Nachtmusik (auch Schauspieler)
- 1940: Falstaff in Wien
- 1941: Der Meineidbauer
- 1943: Romantische Brautfahrt
- 1944/48: Ulli und Marei (auch Co-Drehbuch und Schauspieler)
- 1944/49: Wiener Mädeln (nur Schauspieler)
- 1946: Orpheus in der Unterwelt
- 1947: Trotzige Herzen (Erde)
- 1948: Tales from the Vienna Woods
- 1951: Was das Herz befiehlt
- 1952: Der Verschwender
- 1954: Dieses Lied bleibt bei dir
- 1954: Weg in die Vergangenheit (nur Schauspieler)
- 1954: Der letzte Akt (nur Schauspieler)
- 1957: Das Schloß in Tirol
- 1958: Das verräterische Herz (Fernsehfilm)
- 1959: Geliebte Bestie (nur Schauspieler)
- 1963: Charleys Tante (nur Schauspieler)
- 1978: Die Hamburger Krankheit (letzter Film; nur Schauspieler)